# 国会 (パプアニューギニア)
国民議会（こくみんぎかい、英語: National Parliament of Papua New Guinea）は、パプアニューギニアの立法府である。

## 概要
一院制、任期5年。定数118。
優先順位付投票制で選出され、96名が選挙区、22名が州ごとに選出される。18歳以上のパプアニューギニア国民に投票権が付与される。